# Битва при Нахраване
Битва при Нахраване (араб. معركة النهروان‎, Ma’rakat an-Nahrawān) — сражение между армией халифа Али ибн Абу Талиба и группировкой мятежников-хариджитов, произошедшее 16 июля 658 года.
Данная битва стала следствием попытки мирного урегулирования так называемой Первой фитны (дословно — «Смуты»), конфликта между Али и восставшим наместником Сирии Муавией ибн Абу Суфьяном, путём третейского суда. Из-за этого ряд бойцов армии Али обвинили халифа в предательстве дела Аллаха и подняли восстание. В дальнейшем, по сообщению некоторых источников, эти бойцы, получившие прозвище «хариджиты», то есть «те, кто уходит», учинили акты насилия над мирными жителями, вынудив Али бросить основные силы на подавление восстания. Мятежники, сильно уступавшие в численности армии Али, были окружены его войсками и наголову разгромлены. Большая часть из них погибла в сражении, остальные были пленены и впоследствии отпущены.

## Предыстория
В 656 году, из-за ранее принятых спорных решений на посту руководителя халифата, мятежники убили третьего праведного халифа Усмана. Его наследником жители Медины и некоторые бывшие верноподданные Усмана в Ираке объявили Али ибн Абу Талиба, зятя и двоюродного брата пророка Мухаммеда. Однако такая преемственность вызвала противодействие со стороны некоторых сподвижников пророка, в частности Тальхи ибн Убайдуллаха и аз-Зубайра ибн аль-Аввама, и вдовы пророка Аиши. Наместник Сирии Муавия ибн Абу Суфьян из дома Омейядов, бывший союзник Усмана, также отказался признать Али халифом и потребовал выдать убийц.
Первым делом Али подавил восстание Тальхи, аз-Зубайра и Аиши, разбив их армию в Верблюжьей битве в том же 656 году. В следующем году он вступил в противостояние с Муавией при Сиффине. Когда битва зашла в тупик, Али принял решение начать переговоры и организовал третейский суд отсылаясь на аяты Корана, говорящие о том, что мусульманам не следует убивать друг друга. Силы Али прекратили борьбу, несмотря на то, что некоторые полководцы пытались убедить их в том, что неоднократные обращения к священной книге со стороны Али были лишь прикрытием и обманом. Али организовал арбитраж, перед которым поставил задачу решить спор в духе Корана. Из-за этого в его армии начался раскол: 12 тысяч человек дезертировали из армии и поселились в местечке Харура недалеко от столицы.
Сподвижники Али ждали от него бесспорной победы при Сиффине, и, по словам Большакова, начало переговоров серьёзно уронило его авторитет. Первоначальные 12 тысяч были далеко не единственными, кто выступал против третейского суда: многие считали, что Али таким образом проявил слабину и «предал своё бесспорное священное право на власть», и выступали за признание того, что единственный возможный суд — это суд Аллаха. Через некоторое время Али посетил Харуру и, убедив перебежчиков отказаться от протеста, вернулся в столицу. По данным Абу Михнафа, они согласились вернуться при условии, что через полгода война с Муавией будет возобновлена, а сам Али при этом признает свою ошибку. Однако Али отказался и продолжил мирное разбирательство. В связи с этим раскольники решили окончательно оставить халифа и, чтобы избежать обнаружения, разделились на небольшие группы и направились к Нахраванскому каналу на восточном берегу Тигра. Попутно к ним присоединились ещё около 500 человек из Басры. Именно тогда они получили своё прозвище — «хариджиты», то есть «те, кто уходит». После прибытия пополнения из Басры мятежники объявили Али незаконным правителем, отступником от веры и неверующим.

## Подготовка

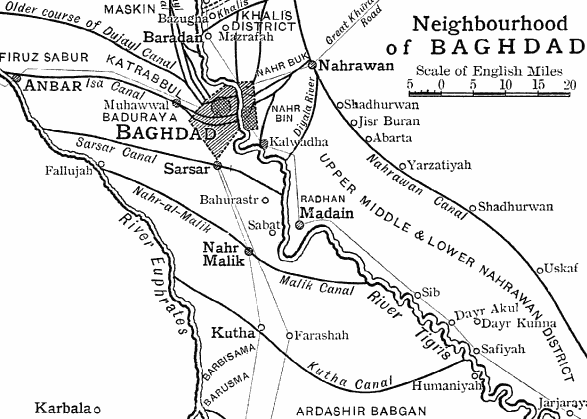
Местоположение канала Нахраван на карте Ирака

Перед началом сражения члены арбитража вынесли не основанный на реальном расследовании и политизированный вердикт о том, что убийство Усмана было незаконным, который лишь укрепил позиции Муавии. В дальнейшем переговоры окончательно провалились, в частности из-за усилий Амра ибн аль-Аса. Али сразу же осудил арбитров и их решение как противоречащее Корану. Он призвал хариджитов присоединиться к нему в борьбе против Муавии. Они заявили, что на данный момент Али выступает от своего имени, а не от божьего, но согласились отказаться от мятежа при условии, что Али признает своё решение об организации арбитража неверным и раскается в содеянном. Али отказался, мобилизовал своих сторонников для возобновления войны с Муавией и направился в Сирию без хариджитов. При этом все племенные вожди остались на его стороне. Некоторые полководцы и советники Али выразили обеспокоенность из-за действий мятежников, но халиф заявил о том, что война с Муавией — первостепенная задача и велел своим войскам направиться в Сирию.
Согласно востоковеду Вильферду Маделунгу, примерно в это же время хариджиты прибыли в мирное поселение и устроили допрос местных жителей об их взглядах на политику Али, казня всех несогласных. Суннитский историк Али ас-Салляби утверждает, что они вспороли живот беременной наложнице благородного сподвижника Абдаллаха ибн Хабаба. К аналогичному выводу приходит и арабист Олег Большаков, утверждая, что хариджиты не пощадили и самого Абдаллаха, который отказался от осуждения халифа. Уже находясь на пути в Сирию, Али получил сообщение о насилии над мирными жителями и послал одного из своих людей для расследования обстоятельств, но он тоже был убит хариджитами. Прознав об этом войска стали умолять халифа отправиться в эль-Куфу и нейтрализовать угрозу со стороны мятежников, опасаясь за безопасность своих семей. Али согласился и выступил в город с армией, общая численность которой является предметом научных споров. Официально жалование от Али получали 65 тысяч человек, включая 8 тысяч мавали и рабов. В связи с этим ат-Табари пишет об именно таком количестве бойцов в армии, выступившей против хариджитов. Однако это цифра вводит в заблуждение, поскольку, например, в Куфе вместо 40 тысяч человек пришло лишь 3200 бойцов, а в остальных, по словам Олега Большакова, не более половины призванных.

## Сражение
Столкнувшись с хариджитами, Али выдвинул им требование о выдаче совершивших преступление убийц и принятии мира на его условиях. Он заявлял, что в случае повиновения оставит их в покое и направится в Сирию. Хариджиты вызывающе ответили, что не видят состава преступления в убийстве людей Али, поскольку в их рядах это действие является законным. Кроме того они заявили, что раз халиф сам когда-то сомневался в том, что он законно занимает свою позицию халифа, то они практически уверены в обратном. После недолгой перепалки лидеры мятежников приказали свои людям готовится к смерти за веру и встрече с Аллахом в Раю. С обеих сторон войска построились в боевой порядок, и Али объявил, что готов официально простить всех, кто перейдёт на его сторону или сложит оружие, направив к хариджитам отряд вместе со знаменем пощады. Около 1200 человек приняли его предложение: часть присоединилась к армии Али, часть вернулась в эль-Куфу, другие направились в горы. На стороне мятежников осталось 2800 бойцов.
Большинство хариджитов сражались в пешем строю, в то время как армия Али состояла из пехоты, конницы и лучников. Халиф отправил свою кавалерию впереди пеших войск; последних он построил в два ряда, выставив вперёд стрелков. Али приказал своей армии дождаться нападения противника и их перехода через реку. Правым флангом командовал Хиджр ибн Ади, а левым — Шабаса ибн Риби ат-Тамими. Конницей командовал Абу Айюб аль-Ансари, а пехотой — Абу Катада аль-Ансари. Мятежники яростно атаковали силы Али и смогли пробить брешь в кавалерийской линии, фактически рассеча её пополам, но затем лучники осыпали их стрелами. После этого в бой вступила пехота, атакуя врага мечами и копьями, а кавалерии удалось перегруппироваться и нанести удар в тыл противника. Хариджиты сильно уступали в численности из-за чего были быстро окружены, смяты и перебиты. В сражении с их стороны пало 2400 человек, остальные 400 были ранены или пленены. После окончания боя их отправили к семьям. Оружие и коней убитых воины халифа забрали себе, а рабов и утварь — передали законным наследникам. По данным различных арабских источников, со стороны Али погибло от 7 до 12 человек. Большаков считает такую цифру маловероятной, поскольку после сражения одно из племён решило покинуть Али для восполнения потерь. И хотя это могло быть лишь предлогом, но даже если бы все 12 погибших были бы из этого племени, вряд ли бы получилось сослаться на потери как на весомый аргумент.
Али до конца сражения относился к хариджитам как к истинным мусульманам, в частности запретил бить упавших и преследовать бегущих. Но при этом, по словам ас-Салляби, отношение Али к данному сражению разительно отличалось от предыдущих. Если после Верблюжьей битвы он плакал, а после Сиффинской — искренне скорбел об убитых, то после битвы при Нахраване он «совершил земной поклон Аллаху в знак благодарности Ему».

## Последствия
Сунниты и шииты заявляют, что победа, как и правда, была на стороне Али из-за того, что он выполнил пророчество Мухаммеда, передаваемое в хадисе Муслима ибн аль-Хаджжаджа: «Выйдет взбунтовавшаяся группа из одной группы мусульман, и убьёт её та группа, которая будет ближе к истине». В реальности же, эта победа не только не стала решающей для Али, которая помогла бы укрепить его влияние, но и ещё более подорвала его. После сражения против влияния Али собралась сильная и непремиримая оппозиция в лице курра («чтецы Корана»), вокруг которых собрались многие недовольные правлением халифа. Именно за ними укрепилось название «хариджиты», которое изначально означало любого ушедшего от халифа воина, хотя оно периодически и употреблялось в изначальном значении в дальнейшем. После битвы Али собирался сразу выдвинуться в Сирию, но большая часть армии отказалась от похода, поскольку была измотана. Они попросили у халифа некоторое время на восстановление, чтобы потом всё же отправиться в поход против Муавии. Али согласился и на это время переехал в Нухайлу за пределами города, дав возможность бойцам посещать свои семьи. Но с течением времени его воины всё меньше желали идти в поход, и вскоре лагерь почти опустел. Али пришлось отказаться от своих планов. Резня его бывших союзников и правоверных мусульман подорвала положение Али как халифа единой общины. В конце концов в 661 году его убил хариджит Абдуррахман ибн Мулджам.
Хотя основные силы хариджитов были разгромлены, их мятеж де-факто продолжался ещё несколько лет, а сражение лишь закрепило разрыв между ними и остальной мусульманской общиной. Многие мятежники отказались жить в городах и совершали многочисленные разбойные нападения, грабя населённые пункты и выступая против халифов как на протяжении оставшегося правления Али и его сына и недолговременного преемника Хасана, так и в годы правления Муавии (661—680), который стал халифом через несколько месяцев после убийства Али. Во время Второй фитны они контролировали большую часть Аравии и Персии, но позже их окончательно покорил наместник Ирака Аль-Хаджжадж ибн Юсуф. Однако окончательно с «хариджитской угрозой» удалось справиться лишь Аббасидам в X веке.

### Монографии
- Ас-Салляби Али Мухаммад. Сражение при Нахраване // Али ибн Абу Талиб. Четвёртый праведный халиф = علي بن ابي طالب / Пер. c араб., прим., комм. Е. Сорокоумовой; Ответственный редактор Кабир Кузнецов. — М.: Умма, 2013. — 768 с. — (История Халифата). — ISBN 978-5-94824-146-3. — ISBN 978-5-94824-191-3.
- Большаков О. Г. История халифата. — М.: Главная редакция восточной литературы издательства «Наука», 1998. — Т. 3: Между двумя гражданскими войнами, 656—696. — 384 с. — ISBN 5-02-018013-0.
- Крымскій А. Е. Алій и междоусобная война. Моавія I // Исторія арабовъ, ихъ халифатъ, ихъ дальнейшия судьбы и краткій очеркъ арабской литературы (рус. дореф.). — М.: Изданіe Д.В. Солодова и В.О. Павловскаго. Типо-литография В. Рихтеръ, 1903. — С. 78—106. — 296 с.
- Donner Fred M. Muhammad and the Believers, at the Origins of Islam (англ.). — Cambridge, MA: Belknap Press: An imprint of Harvard University Press, 2010. — P. 163—164. — 280 p. — ISBN 978-0-674-05097-6.
- Jafri S. H. M[урду]. The Origins and Early Development of Shia Islam (англ.). — London: Longman, 1979. — P. 63. — 344 p. — (Millennium). — ISBN 978-0-195-79387-1.
- Kennedy Hugh N. The Armies of the Caliphs: Military and Society in the early Islamic State (англ.). — London; New York: Routledge, 2001. — P. 7, 10. — 229 p. — ISBN 0-415-25092-7.
- Lewis Bernard. Arabs in History (англ.). — Oxford: Oxford University Press, 2002. — P. 76. — 208 p. — ISBN 978-0-19-164716-1.
- Madelung Wilferd F. The Succession to Muhammad: a study of the early Caliphate (англ.). — Cambridge: Cambridge University Press, 1997. — xviii, 413 p. — ISBN 0-521-56181-7. — ISBN 978-0-521-56181-5.
- Wellhausen Julius. Die religiös-politischen Oppositionsparteien im alten Islam (нем.). — Berlin: Weidmannsche Buchhandlung, 1901. — 99 S. — (Abhandlungen der Königlichen Gesellschaft der Wissenschaften zu Göttingen / Philosophisch-historische Klasse, n.F., 5,2).

### Энциклопедии
- Shi'ah / Glassé Cyril // The New Encyclopedia of Islam :  [англ.] : in 1 vol. / edited and compilated by Cyril Glassé. — 4th edition. — Walnut Creek, CA : AltaMira Press, 2001. — P. 422—428.
- Khāridjites / Levi Della Vida Giorgio // Encyclopaedia of Islam. 2nd ed :  [англ.] : in 12 vol. / edited by C. E. Bosworth; E. van Donzel; B. Lewis & Ch. Pellat. Assisted by C. Dumont, G. R. Hawting[англ.] and Miss M. Paterson. — Leiden : E.J. Brill, 1997. — Vol. 4. — P. 1074—1077. (платн.)
- Al-Nahrawān / Morony Michael G. // Encyclopaedia of Islam. 2nd ed :  [англ.] : in 12 vol. / edited by C. E. Bosworth; E. van Donzel; W. P. Heinrichs & Ch. Pellat. Assisted by F. Th. Dijkema (pp. 1—384), P. J. Bearman (pp. 385—1058) and S. Nurit. — Leiden : E.J. Brill, 1993. — Vol. 7. — P. 912—913. (платн.)